# Alan Kotok
Alan Kotok, ameriški računalnikar in programer, * 9. november 1941, Filadelfija, Pensilvanija, ZDA, † 26. maj 2006, Cambridge, Massachusetts, ZDA.
Kotok je najbolj znan po svojem delu v podjetju Digital Equipment Corporation (Digital ali DEC) in v World Wide Web Consortium (W3C). Steven Levy je v svoji knjigi Hekerji: Junaki računalniške revolucije (Hackers: Heroes of the Computer Revolution) opisal Kotoka in njegove tovariše s Tehnološkega inštituta Massachusettsa kot prve prave hekerje. Kot bruc na MIT je Kotok napisal nekaj prvih računalniških programov. Pomagal je razviti eno od prvih videoiger (Spacewar!). Skupaj s svojim profesorjem Johnom McCarthyjem in drugimi študenti je bil član skupine, ki je napisala program Kotok-McCarthy, s katerim so prvič igrali šah med računalniki.